# Jan Baptist van Lokeren
Jan Baptist van Lokeren (Tielt, 1687 - Wingene, 1731) was een Zuid-Nederlandse rooms-katholiek priester en schrijver.

## Levensloop
Van Lokeren was vele jaren pastoor in Wingene. Tegelijk schreef hij een paar pedagogische religieuze boeken. 
Professor Tom Verschaffel schreef hierover dat gelovigen in de achttiende eeuw niet alleen werden voorzien van prediking, maar ook van stichtelijke lectuur van allerlei aard. Talrijke publicaties onderrichtten de lezers over de inhoud en de praktijken van het geloof. In de stortvloed van dergelijke werken verscheen de Christelijke Academie van Jan Baptist Van Lokeren, die talrijke herdrukken beleefde.

## Publicatie
- De Kleyne Christelycke Academie, dat is de oeffenplaetse der geleerdheyt, bekwaem om de kinderen te oeffenen  in de christelijke deugden, 1717.
- De prochiale schoole leydende tot de Hemelsche Wysheyt, 1719.
- De Croone der Weysheyt, 1720.